# Acción Regional
Acción Regional fue una pequeña asociación política española, activa brevemente al comienzo de la Transición. Estaba liderada por el exministro franquista Laureano López Rodó, quien la definió en su primera asamblea general como «regionalista, conservadora y humanista», mientras que fue secretario general José María Ruiz Gallardón.

## Historia
La comisión promotora del partido fue constituida el 28 de octubre de 1976, aprobando el 10 de noviembre de ese año sus estatutos y presentando el día 19 su solicitud de legalización ante el Ministerio del Interior. Su comisión promotora estaba integrada por López Rodó además de, entre otros, Juan Alfaro, Lucas Beltrán, José Clúa, José Ramón Esnaola, José María Gamazo, José María Guitián, Luis María Huete, Javier Irastoza, Fernando de Juan, Fernando de Liñán, Torcuato Luca de Tena, Leopoldo Matos, Ramón de la Riva, José María Ruiz Gallardón, Emilio Sánchez Pintado y Juan Luis de la Vallina.
El 3 de febrero de 1977 celebró su primera asamblea nacional —ocasión en la que López Rodó fue elegido presidente del partido, José María Ruiz Gallardón como secretario general, y José María Gamazo Manglano, Fernando Liñán y Zofío, Torcuata Luca de Tena, José María Manglano de la Lastra, Juan Alberto Valls y Julio Rodríguez Martínez como vicepresidentes—, y ese mismo año fue uno de los grupos fundadores de Alianza Popular.